# 山崎巌
山崎 巌（やまざき いわお、1894年〈明治27年〉9月16日 - 1968年〈昭和43年〉6月26日）は、日本の内務官僚、政治家。内務三役（警保局長、警視総監、内務次官）を経て政界入りし、内務大臣、自治大臣兼国家公安委員会委員長を歴任した。農林大臣・逓信大臣の山崎達之輔は実兄。

## 来歴・人物
福岡県大川市に生まれる。福岡県立中学伝習館、第五高等学校を経て、1918年（大正7年）東京帝国大学法学部法律学科（独法）卒業。

### 内務官僚
同年、内務省入省。厚生省社会局長、官選静岡県知事、内務省土木局長、警保局長などを経て、1940年（昭和15年）警視総監に就任する。総監時代には企画院事件などを捜査する。東條内閣では内務次官を務める。彼自身の力量もあったが、兄・達之輔を通じた帝国議会対策を東條英機首相から期待されての起用だった。

### 政治家
終戦後、1945年（昭和20年）東久邇宮内閣で内務大臣。在任中、マッカーサーが昭和天皇の訪問を受けた際の写真の掲載禁止を指示したがGHQから命令撤回を指令される。また政治犯釈放に反対し、「天皇制に反対する者は共産主義者であるから今後も治安維持法によって逮捕する」と国体の擁護と同法の維持を主張。「自由の指令」を発したGHQと対立する形になり罷免、公職追放となる。これを契機として東久邇宮内閣も「改革指令の遂行は共産革命を誘発し不可能」として総辞職に至った。追放中の1948年（昭和23年）兵器処理委員会に関する問題で衆議院不当財産取引調査特別委員会に証人喚問された。
1952年（昭和27年）追放が解除されると、第25回総選挙に戦前政友会の代議士だった達之輔の地盤を引き継いで自由党公認で立候補し当選した。保守合同後は自由民主党緒方派→石井派に所属。1960年（昭和35年）に池田勇人が自由民主党総裁選挙で当選すると、池田は山崎を幹事長に起用しようとするが、総裁派閥宏池会の大橋武夫が派内の益谷秀次を就けることを強硬に主張したことから、第1次池田内閣の自治大臣兼国家公安委員会委員長となる。しかし同年10月におきた浅沼稲次郎暗殺事件で、国家公安委員長として責任を取らされ辞任した。
1968年（昭和43年）6月26日、73歳で死去。

## 家族・親族
- 兄：達之輔（衆議院議員、農林大臣、逓信大臣）
- 甥：平八郎（農林官僚、衆議院議員）
- 妻：文子（内務官僚、横浜市長の有吉忠一長女[2]）
- 義兄：有吉義弥（日本郵船社長[3]）
- 義弟：柴田達夫（内務官僚、建設事務次官、忠一の娘婿）[3]
- 義弟：米沢滋（逓信官僚、日本電信電話公社総裁、忠一の娘婿[3]）
- 義弟：川上流二（川上嘉市次男、東宝アドセンター社長、忠一の娘婿[3]。嘉市の妻すなわち流二の母は天文学者・寺尾寿の後妻の姪[4]）

## 栄典
- 1940年（昭和15年）8月15日 - 紀元二千六百年祝典記念章[5]